# Kinosternon scorpioides
Kinosternon scorpioides là một loài rùa trong họ Kinosternidae. Loài này được Linnaeus mô tả khoa học đầu tiên năm 1766.

## Hình ảnh

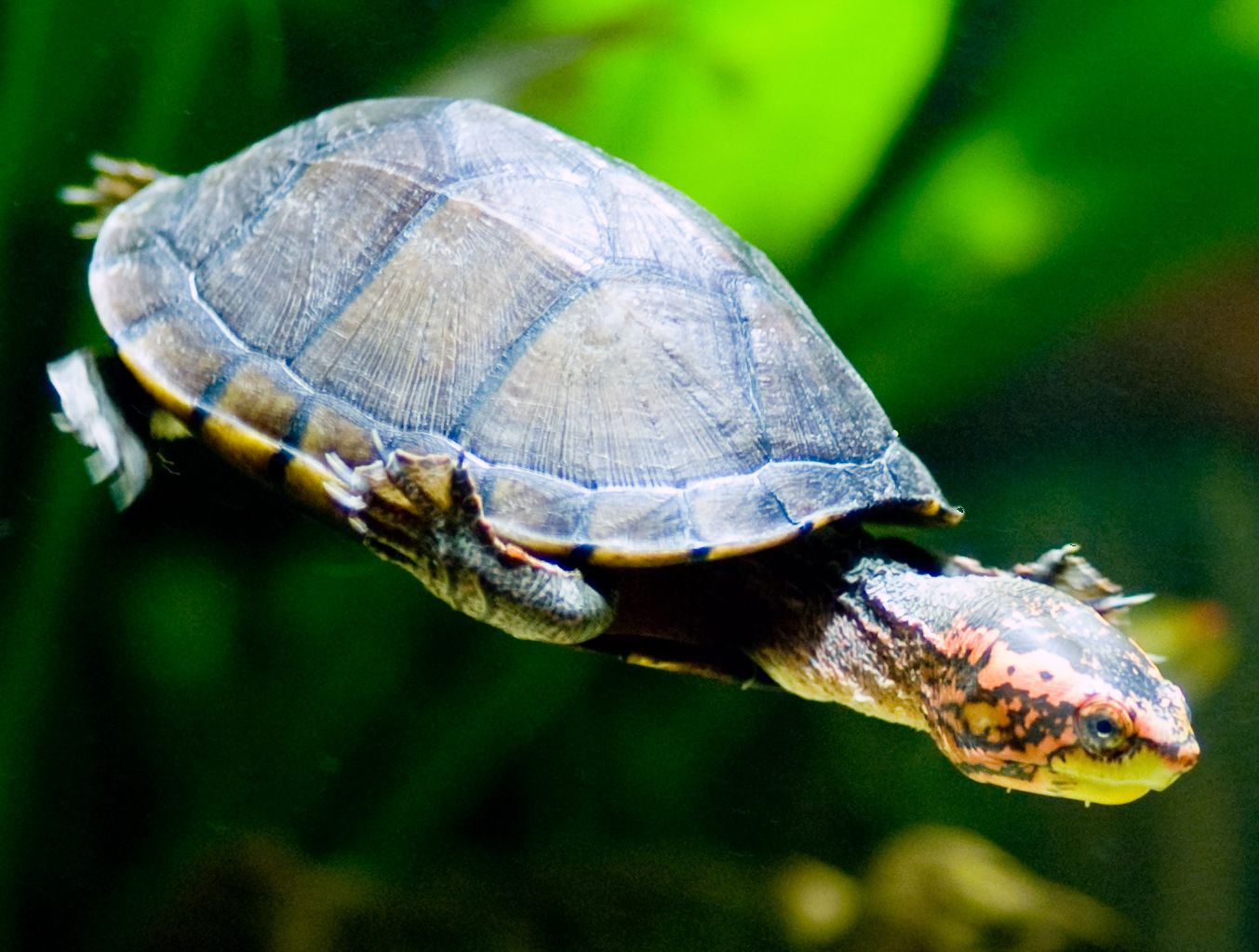
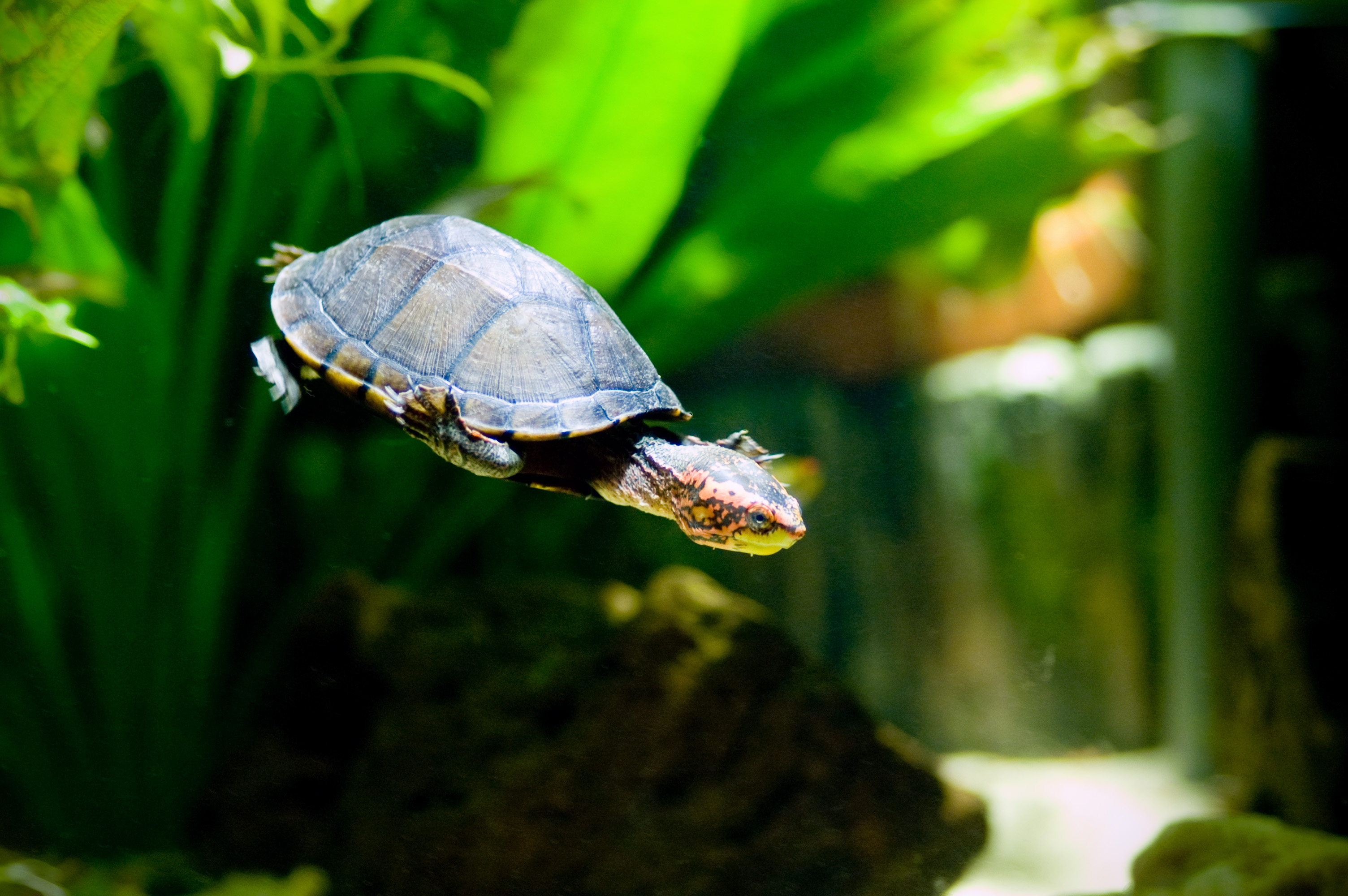